# Electronic Frontier Foundation
Electronic Frontier Foundation (EFF) är en amerikansk organisation grundad 1990, med det deklarerade ändamålet att upprätthålla yttrandefrihet, personlig integritet och insyn (transparens) på Internet. Dess huvudsyfte är att utbilda pressen, policyskapare och allmänheten om medborgerliga rättigheter med anknytning till teknologi och att försvara dessa rättigheter.
År 2009 påbörjade EFF ett långtidsuppdrag med målet att förbättra internetanvändares integritet genom att verka för ökad användning av krypterade anslutningar via HTTPS. EFF började med att be de stora aktörerna på Internet att erbjuda anslutning via HTTPS. I samarbete med The Tor Project har EFF utvecklat ett webbläsartillägg för Firefox och Chrome, kallat HTTPS Everywhere, som ser till att webbläsaren automatiskt ansluter via HTTPS till de tusentals webbsidor som ingår i tilläggets lista. Wikimedia Foundation har uppmanat integritetsmedvetna användare att använda HTTPS Everywhere.
EFF är en medlemskapsorganisation utan vinstmål som stöds av donationer. Den baserad i San Francisco med personal i Toronto, Ontario och Washington, D.C..